# Фрасинело Монферато
Фрасинело Монферато (итал. Frassinello Monferrato) је насеље у Италији у округу Алесандрија, региону Пијемонт.
Према процени из 2011. у насељу је живело 445 становника. Насеље се налази на надморској висини од 240 м.

## Становништво
| 1936. | 1951. | 1961. | 1971. | 1981. | 1991. | 2001. | 2011. |
| ----- | ----- | ----- | ----- | ----- | ----- | ----- | ----- |
| 1.173 | 1.054 | 924   | 741   | 694   | 614   | 562   | 533   |